# 자크 르네 에베르
자크 르네 에베르(Jacques René Hébert, 1757년 11월 15일 - 1794년 3월 24일)는 근대 프랑스 왕국과 프랑스 제1공화국 기간의 정치인, 언론인, 작가이다. 프랑스 혁명 때 자코뱅파의 상퀼로트 파벌의 대변인이자 나중에 상퀼로트 파벌이 에베르 파벌과 당통 파벌로 갈라섰을 때는, 강경파인 에베르 파벌의 지도자였다. 프랑스 대혁명 당시 자코뱅당 강경파 인사 중의 한 사람이었다.
1790년 《페르 뒤셴》(Père Duchesne)이라는 잡지를 창간한다. 이 잡지를 통해 비어를 이용하여 우파를 격렬하게 공격했고 상 퀼로트 지도자로서 두각을 나타냈다. 그러나 무차별 처형을 원치 않으면서, 타협, 관용도 원치 않던 막시밀리앙 로베스피에르의 미움을 산데다가 반대파인 조르주 당통 파벌의 집중공격 등을 받고 1794년 3월 24일 처형당했다.

## 생애
그는 1757년 11월 15일 프랑스 바스노르망디 주 알랑송에서 소부르주아 집안에서 태어났다. 아버지는 자끄 에베르(~1766)는 금장인이자 전 법관이며, 영사보였으며, 어머니는 마게리테 부내쉬(1727–1787)였다. 불우한 환경에서 자라 1780년 파리시로 상경하여 정착한 뒤로는 가난한 삶을 살았다. 자끄 르네 에베르는 알랑송 대학에서 법을 공부했고, 앙랑송에서 서기로 일을 했다. 그때 그는 클루에 박사와의 소송으로 파산하였다. 처음에는 루앙으로 갔다가 이후에는 파리로 옮겨갔다. 한동안 그는 경제적으로 빈곤한 삶을 살았으며, 느와이에르 가에서 미용원인 여성의 도움으로 살아갔다. 그곳에서 그는 라 플리끄 극장 일을 하게 되었으며, 여가 시간에는 희곡을 썼지만, 빛을 보지는 못했다. 이후 그곳에서는 해고되었다.

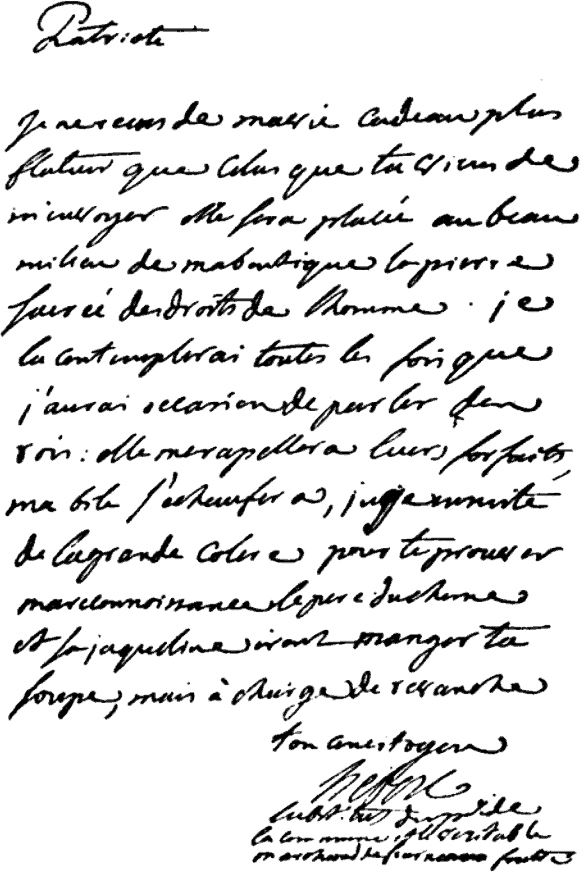
시민 피에르 프랑소와 팔로이에게 보낸 자끄 에베르의 편지

1789년의 프랑스 혁명이 발생하자 열광적으로 환영했으며, 자코뱅당의 열혈 지지자가 되었다. 1790년 르 페르 뒤셴(인기 희극인)이라는 필명으로 언론과 칼럼을 기고하며 저널리스트로 활동하면서 노골적이고 강렬한 정치풍자 글을 썼다. 1790년 11월 자신의 재산을 투자해서 '페르 뒤셴 (Le Père Duchesne)'을 발행하였다. 처음에는 주로 귀족과 성직자 계층의 타락과 차별적인 대우를 조목조목 지적하며 그들이 사회에 끼치는 해악을 지적하였으나, 1792년 봄부터는 국왕 루이 16세와 왕족들에 대한 맹렬한 공격적 논조를 펼쳤다.
인권과 시민권 연구 모임인 코르들리에 클럽에 가입하였으며 이내 코르들리에 클럽의 영향력있는 회원이 되었다. 그는 입헌군주제 조차도 반대하여, 혁명 코뮌의 대의원이 되어 1792년 8월 10일 입헌군주제를 무너뜨린 시민 봉기 계획을 도왔다. 1792년 가을부터 에베르와 그의 추종자들은 노트르담 대성당을 '이성(理性)의 사원'으로 바꾸었으며, 2,000여 개의 다른 가톨릭 교회나 프로테스탄트 교회시설을 파괴하거나 이성 클럽의 장소로 바꿔버렸다. 또한 그해 12월 그는 파리의 코뮌 위원회 부의장으로 선출되고, 이때 자코뱅당과 자코뱅클럽에 가입하였다.
지롱드파 추방과 자코뱅파의 독재에 공헌하고 공포 정치의 유지와 기독교를 중지하고 “이성의 숭배”라고 칭해지는 합리주의적인 제전을 실행했다. 그러나 로베스피에르는 이신론의 형태였지만 신의 존재를 믿었고, 에베르는 성직자들 역시 기존 왕정과 봉건체제에서 종교, 도덕적 권위를 빙자해 민중을 약탈하는데 기여했다며 맞섰다.
1794년 같은 자코뱅파 파벌인 로베스피에르 파에 대한 봉기를 호소했지만 실패하고, 오히려 조르주 당통 계열의 집중공격을 받아 체포되어 자신의 상 퀼로트 간부 17명과 함께 혁명 재판소에 회부되어 단두대의 이슬로 사라졌다. 그가 죽기 이전에 이미 상 퀼로트 내에서 에베르는 이미 지지를 잃었지만, 그가 처형되면서 상 퀼로트는 로베스피에르에 대한 지지를 철회하고, 서서히 반대파가 집권한 뒤에 자멸해간다.

## 같이 보기
- 자코뱅파
- 공포정치
- 막시밀리앵 드 로베스피에르
- 상 쥐스트
- 조르주 당통